# Welcome to the Jungle
«Welcome to the Jungle» és una cançó de hard rock del grup Guns N' Roses, llançada el 3 d'octubre de 1987. És el segon senzill del disc Appetite for Destruction. Potser una de les més famoses i conegudes del rock de finals de la dècada del 1980, Està a la posició número 7 del Billboard Hot 100.

## Creació
Axl Rose va escriure la lletra de «Welcome to the Jungle», inspirat en una trobada que va tenir amb un rodamón mentre caminava per la ciutat de Los Angeles, l'home després d'assaltar-lo li va cridar: «You know where you are?, You're in the jungle baby, you gonna die!» (Saps on ets? Ets a la jungla nen, moriràs!). Aquest incident va causar un gran impacte en Axl, el qual el va convertir en un dels temes més representatius de la història del rock & roll, considerat per VH1 com la millor cançó de hard rock i la segona millor cançó de Heavy Metal de tots els temps.
Mentre que l'incident de Los Angeles va inspirar les lletres, van ser escrites a Seattle, i descrivia Los Angeles. En una entrevista de 1988 a la revista Hit Parader, Rose deia: «Vaig escriure les paraules a Seattle. És una gran ciutat, però tot i així és una ciutat petita comparat amb L.A. i de les coses que vas aprenent. Semblava molt més rural allà. La vaig escriure com em va semblar a mi. Si algú arriba a un poble i vol trobar alguna cosa, pot trobar-ho on vulgui.»
Una altra línia «I wanna watch you bleed» va ser escrita com una al·lusió a la cançó d'AC/DC If you want blood (You've got it), i la lletra de la cançó I want you to bleed for me, però Axl va canviar les lletres una setmana abans de gravar la cançó i la mètrica de la lletra revisada coincidia millor.

## Vídeo
El vídeo de va ser el primer Guns N' Roses, dirigit per Nigel Dick i filmat l'1, 2 i 3 d'agost de 1987 a l'hotel Park Plaza, i a la Brea Avenue 450 a Hollywood.
El vídeo comença amb Axl Rose baixant d'un bus amb una maleta, com un estranger insegur a la ciutat, el riff d'entrada comença a sonar. Nota com un home amb una camisa de força (Rose, en un altre paper) apareix a les pantalles de l'aparador d'una botiga de televisors. S'hi troba també Slash fora de l'establiment assegut a la banqueta i beu licor, s'atura a mirar-lo. El vídeo després entra en una temàtica més profunda mostrant coses com a teràpia de xoc, abús militar i altres verins de la gran ciutat, mostrant la metròpolis com la jungla. Al final del vídeo, Rose està encara enfront de la botiga de televisors, però ara té l'actitud i planta d'un rocker.
Altres membres de la banda apareixen en diversos rols, el retrat de Izzy Stradlin apareix quan Rose trepitja el terra, aquest fa de traficant de drogues (irònicament, en la cançó de «Use Your Illusion II 14 Years Izzy Stradlin diu, «I've been the dealer / Hangin on your street». Quan el vídeo comença es veu Slash assegut a terra davant de la botiga de televisors, bevent d'una ampolla embolicada amb paper de diari.
«Welcome To The Jungle» no va ser un èxit des del principi, inicialment, MTV va rebutjar emetre el vídeo. Únicament van accedir a emetre a la meitat de la nit com un favor personal a David Geffen, el cap de la discogràfica de Guns N' Roses, i només després que censuressin part d'ell, incloent algunes imatges de televisió que incloïen escenes del bateria Steven Adler i la seva xicota al llit.
Tot i emetre'l a aquestes hores, el videoclip va cridar l'atenció dels espectadors i ràpidament va arribar a ser el vídeo de MTV amb més comanda. El vídeo i el single van rebre més publicitat quan va ser projectat a The Dead Pool l'estiu de 1988.
Una curiositat del vídeo, és que hi ha errors en la continuïtat d'aquest. Diverses vegades el micròfon de Axl Rose té una gometa ataronjada que el cobreix, però en altres només és el micròfon sol.

## Usos en pel·lícules i altres
La cançó es va fer servir en moltes pel·lícules. A La llista negra de Clint Eastwood de 1988 era la cantada per Jim Carrey, també apareixia en la banda sonora. També va aparèixer a Escola de joves rebels i a Selena durant l'escena en què el barber està tallant els cabells d'una persona i altres estan embrutant l'habitació de l'hotel.
- Una paròdia,Welcome to the Summer, va ser utilitzada com a tema principal per l'emissora de ràdio australiana Triple M durant el final dels 1990.
- El grup de Slash, Slash's Snakepit, té un tall amb el nom homònim on David Lee Roth en el paper d'Axl encarna una situació d'enregistrament d'estudi de la cançó de Welcome to the Jungle, fent paròdia de les improvisacions i estat d'Axl en els enregistraments.
- A la sèrie de televisió Els Simpson se la pot sentir al capítol Mobile Homer, on Homer malgasta els estalvis de la família comprant una enorme i luxosa caravana, en el qual suborna Bart i Lisa amb regals i se'ls sent escoltant «Welcome to the Jungle»a tot volum dins de la caravana. Podem trobar novament al capítol"Marge on the Lam" on la mare de la família, Marge, i la seva nova amiga, la veïna de la família Simpson, surten a donar voltes en la seva esportiu i aquesta mateixa posa "Welcome to the Jungle "a la ràdio dient:" aquesta nit serà ...". Finalment, apareix també en el capítolEight Misbehavin, en el qual Apu té vuit fills i com no tenien diners els convenç l'amo del zoològic, hi viuen i s'escolta "Welcome to the Jungle" quan fan l'espectacle presenten a un nadó com rebel (fent una paròdia de Axl Rose).
- L'intèrpret Richard Cheese, va realitzar un cover de la cançó en estil lounge, ironitzant també amb el nom del seu àlbum, anomenat Aperitif for Destruction
- El lluitador Mick Foley, va usar la cançó com a tema d'entrada al ring.[1]
- L'actor Seth Green, va usar la cançó com a tema d'entrada en una aparició especial en Raw com a General Manager.

### Videojocs
- El 2004 el videojoc de PS2, PC i XboxGrand Theft Auto: San Andreas, inclou en la seva llista de cançons de la ràdio metall Ràdio X i en un dels seus tràilers.
- L'any 2007,Welcome to the Jungleforma part de la gran llista de cançons que componen Guitar Hero III: Legends of Rock, on també hi ha una batalla de guitarres contra Slash, i també aquesta com a personatge desbloqueable.